# Friedenstag (Oper)
Friedenstag – Oper in einem Aufzug (Opus 81, TrV 271) ist die 12. Oper des Komponisten Richard Strauss. Das Textbuch verfasste Joseph Gregor. Die Uraufführung fand am 24. Juli 1938 im Münchner Nationaltheater statt.

## Handlung
Ort und Zeit: In der Zitadelle einer belagerten Stadt, 24. Oktober 1648
Bühne: Runder Saal in der Zitadelle, die Mauern teilweise notdürftig repariert, Schießscharten in den Wänden.
In einer Stadt am Ende des Dreißigjährigen Krieges. Soldaten, die nur den Krieg kennen. Vereinzelte Rufe nach Frieden verhallen. Die hungernde Bevölkerung beginnt zu revoltieren. Doch der zur Übergabe aufgeforderte Kommandant der Zitadelle will nicht aufgeben. Er kündigt dem Volk die Kapitulation der Stadt an, will aber vorher die Festung sprengen. Den Soldaten rät er zur Flucht, einige bleiben bei ihm. Auch seine Frau Maria möchte lieber zusammen mit ihm sterben als fliehen. Als alle mit der Explosion der Zitadelle rechnen, läuten Glocken. Der Friede von Münster wurde geschlossen. Das Volk öffnet den Feinden die Stadt, nur der Kommandant glaubt an eine Kriegslist und will den Kampf fortsetzen. Maria kann ihn aufhalten, schließlich wirft er die Waffen weg und umarmt unter dem Jubel der Bürger den Kommandanten der gegnerischen Truppen.

## Geschichte
Die Idee zur Oper Friedenstag geht auf den spanischen Dichter Pedro Calderón de la Barca und sein Drama Die Kapitulation von Breda zurück. Strauss las von dem Stück in der Weltgeschichte des Theaters des von ihm geschätzten Theaterhistorikers Joseph Gregor, auch kannte er das Gemälde Die Übergabe von Breda von Velázquez. Sein damaliger Librettist Stefan Zweig fertigte 1934 auf Wunsch Strauss’ einen 1648 genannten Entwurf an. Während Zweig eine Parabel auf die politische Situation im III. Reich vorschwebte, versuchte der Pragmatiker Strauss „opernhafte“ Elemente in die Handlung einzubringen. Die Arbeit an dem Stück wurde durch Zweigs Emigration unterbrochen. Zweig selbst schlug vor, das Opernbuch durch den genannten Joseph Gregor ausführen zu lassen. Strauss akzeptierte den Vorschlag, die wenig harmonische Zusammenarbeit zwischen dem Komponisten, Gregor und dem gelegentlich als „Schlichter“ brieflich hinzugezogenen Zweig führte aber zu einem den Komponisten nicht inspirierenden Text. 1936 wurde die Oper fertiggestellt, Strauss widmete die Partitur dem Dirigenten Clemens Krauss und dessen Frau, der Sopranistin Viorica Ursuleac.
Ursprünglich war vom Komponisten geplant worden, die fast gleichzeitig entstandenen Opern Friedenstag und Daphne an einem Abend uraufzuführen – Strauss schätzte, auch bei den Themen seiner Kompositionen, den Wechsel von Tragischem und Heiterem. Friedenstag wurde jedoch kurzfristig vorgezogen. Am 24. Juli 1938 dirigierte Clemens Krauss die Erstaufführung im Münchner Nationaltheater. Die in der Oper anklingende Mischung aus bedingungsloser Opferbereitschaft und tiefem Friedenswillen wurde von den Nationalsozialisten politisch ausgeschlachtet und bestimmte die Rezeption des Werks. Dass der Jude Stefan Zweig hinter der Idee von Werk und Libretto stand, blieb den Nazis verborgen. Es folgten Aufführungen in Dresden (mit der UA der Daphne, hier zeigte sich die Kombination beider Werke an einem Abend als nicht sinnvoll), Wien und Berlin. Die Oper erschien bis zur Schließung der Theater im Krieg in über 20 Städten Europas auf dem Spielplan, ohne sich jedoch einen festen Platz im Repertoire zu erobern. Auch nach dem Krieg blieb die Oper eines der am seltensten gespielten Werke des Komponisten. Strauss’ ambivalente politische Haltung während der Entstehungszeit, der sperrige Text und die (natürlich auch sujetbedingte) eher blasse Komposition verhinderten eine Verbreitung der Oper außerhalb von „Gesamtwerkschauen“ oder Kuriositätenabenden.
Die Besetzung der Uraufführung:
| Partie                          | Ausführende       |
| ------------------------------- | ----------------- |
| Kommandant der belagerten Stadt | Hans Hotter       |
| Maria                           | Viorica Ursuleac  |
| Wachtmeister                    | Georg Hann        |
| Schütze                         | Julius Patzak     |
| Konstabel                       | Georg Wieter      |
| Musketier                       | Karl Schmidt      |
| Hornist                         | Willi Merkert     |
| Offizier                        | Emil Graf         |
| Frontoffizier                   | Josef Knapp       |
| Ein Piemonteser                 | Peter Anders      |
| Der Holsteiner                  | Ludwig Weber      |
| Bürgermeister                   | Karl Ostertag     |
| Prälat                          | Franz Theo Reuter |
| Frau aus dem Volke              | Else Schürhoff    |

## Gestaltung

### Orchester
- 3 große Flöten (III. auch Piccolo), 2 Oboen, Englischhorn, 3 Klarinetten mit Bassklarinette, 3 Fagotte, Kontrafagott
- 6 Hörner, 4 Trompeten, 4 Posaunen, Tuba
- Pauken, Große Trommel, Tam-Tam, militärische Trommeln, Becken, Triangel, Tamburin
- 16 Erste Violinen, 16 Zweite Violinen, 12 Bratschen, 10 Celli, 8 Kontrabässe
- Auf der Bühne: Orgel, Glocken, Signaltrompeten

### Musik
Friedenstag ähnelt durch die Dominanz der Chorszenen eher einem Oratorium als einer Oper. Parallelen zu Beethovens Fidelio sind nicht zu überhören, Strauss übernimmt den Tonartenplan fast vollständig. Die Musik entspricht dem meist vorherrschenden Grundton der Hoffnungslosigkeit des Textes – fast möchte man sie glanzlos nennen, denn auch der doch so wundersam-glückliche Schluss klingt eher konventionell. Auch die meisten Akteure bleiben blass. Lediglich die Figur der Maria konnte Strauss zu einigen großen melodischen Szenen inspirieren, ein schöner Einfall ist auch die Figur des jungen piemontesischen Soldaten, der mit seinem italienischen Liedchen die erste Szene – einen an sich tristen Dialog der Wache haltenden Soldaten – zu einer der gelungensten macht.

## Diskographie
- GA 1939; Clemens Krauss; Hotter (Kommandant), Witt (Schütze), Wiedemann (Konstabel), Dermota (Piemonteser), Kamann (Holsteiner), Ursuleac (Maria); Orchester der Wiener Staatsoper (Schwann)
- GA 1989 (live); Robert Bass; Roloff, Shirley, Wittges, Broitman, Cook, Marc; Collegiate Orchestra (Koch)
- GA 1989; Wolfgang Sawallisch; Weikl, Vacik, Rootering, Villa, Moll, Hass; Orchester des Bayer. Rundfunks (EMI)
- GA 1999; Giuseppe Sinopoli; Dohmen, Voigt, Reiter, Kupfer, Martinsen, Jun; Staatskapelle Dresden (DG 2001; Brillant)